# Nolan Foote
Nolan Foote (Denver, Colorado, 29 de noviembre de 2000) es un jugador profesional estadounidense de hockey sobre hielo que se desempeña en la posición de extremo izquierdo en New Jersey Devils, equipo de la National Hockey League (NHL).

## Carrera
Fue seleccionado en la primera ronda en la NHL Entry Draft de 2019. En 2020 hizo su debut profesional con el equipo New Jersey Devils, donde lleva jugando tres temporadas.